# غزال السهل
غزال السهل،هي السلالة الوحيدة من غزلان دوركاس التي تتواجد في المغرب فقط يرجح العلماء انها مهددة بخطر انقراض متوسط .